# ウィンスロップ・ロックフェラー
ウィンスロップ・ロックフェラー（Winthrop Rockefeller, 1912年5月1日 - 1973年2月22日）は、アメリカの政治家、実業家、慈善事業家。南北戦争後の再建期以来初めて共和党員としてアーカンソー州知事を務めた（1967年 - 1971年）が、膵癌に倒れた。
ジョン・D・ロックフェラー2世の四男。次兄はニューヨーク州知事、副大統領を勤めたネルソン・ロックフェラー。